# Toxicoscordion venenosum
Toxicoscordion venenosum es una especie norteamericana de planta fanerógama en el género Toxicoscordion.

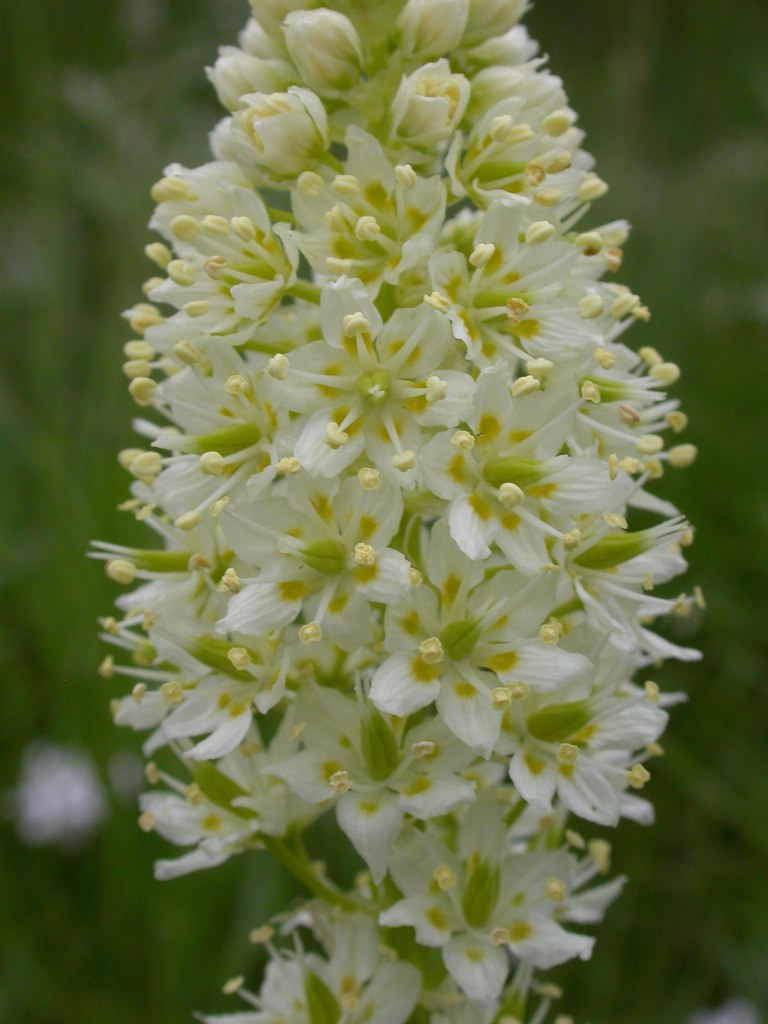
Inflorescencia

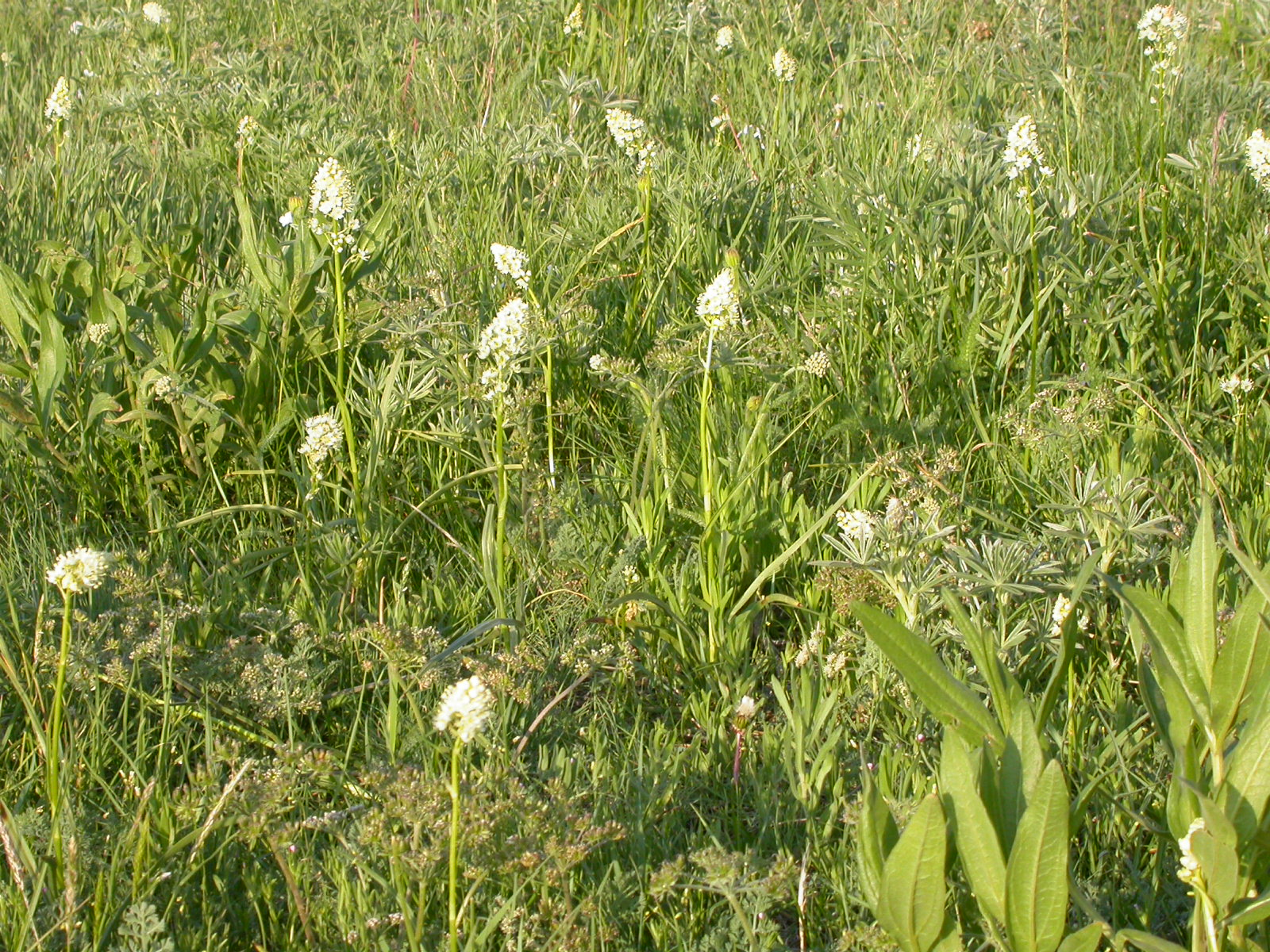
En su hábitat

## Distribución
Está muy extendida en gran parte del oeste de Canadá, el oeste de los Estados Unidos y el norte de Baja California.

## Descripción
Toxicoscordion venenosum alcanza un tamaño de hasta 70 cm de altura, con hojas basales de largas hierbas. Los bulbos son ovales y son parecidos a las cebollas comestibles (del género Allium), por lo que suelen ser fácilmente confundidas con éstas, aunque no huelen como tal. Las flores son de color crema o blanco y crecen en racimo en la parte apical. La floración se produce entre abril y julio. Tienden a crecer en los prados secos y en las laderas secas, así en como pistas de artemisa y bosques montanos.

## Propiedades
Todas las partes de la planta son venenosas. Es peligrosa para los seres humanos, así como para el ganado. El consumo del 2 al 6% del peso corporal de un animal intoxicado por la planta es probable que sea mortal. Junto con otros alcaloides, la zygacina y otros tóxicos ésteres de zygadenina son las principales sustancias neurotóxicas que contribuyen a la toxicidad de la planta.

## Taxonomía
Toxicoscordion venenosum fue descrita por (S.Watson) Rydb. y publicado en Bulletin of the Torrey Botanical Club 30(5): 272. 1903.
Variedad aceptada
- Toxicoscordion venenosum var. gramineum (Rydb.) Brasher

Sinonimia
- Zigadenus venenosus S.Watson
- Toxicoscordion arenicola A.Heller
- Zigadenus venenosus var. ambiguus M.E.Jones
- Zigadenus salinus A.Nelson
- Toxicoscordion salinum (A.Nelson) R.R.Gates
- Zigadenus diegoensis Davidson
- Toxicoscordion gramineum (Rydb.) Rydb., syn of var. gramineum
- Zigadenus venenosus var. gramineus (Rydb.) O.S.Walsh ex M.Peck, syn of var. gramineum
- Zygadenus venenosus S.Watson, alternate spelling
- Zygadenus salinus A.Nelson, alternate spelling
- Zygadenus diegoensis Davidson, alternate spelling
- Zygadenus gramineus Rydb., alternate spelling, syn of var. gramineum[1]